# Ago (Lima)
Ago es una localidad peruana ubicada en el distrito de Canta, perteneciente a la provincia homónima del departamento de Lima, al centro oeste del Perú. 

## Ubicación
Ago se ubica al norte de la provincia de Canta, en el distrito de Canta, en el departamento de Lima.

## Demografía
En 2017 Ago tenía una población de 5 habitantes y 3 viviendas.